# Moras-en-Valloire
Moras-en-Valloire és un municipi francès situat al departament de la Droma i a la regió d'Alvèrnia-Roine-Alps. L'any 2007 tenia 604 habitants.

## Demografia

### Població
El 2007 la població de fet de Moras-en-Valloire era de 604 persones. Hi havia 248 famílies de les quals 88 eren unipersonals (44 homes vivint sols i 44 dones vivint soles), 68 parelles sense fills, 76 parelles amb fills i 16 famílies monoparentals amb fills.
La població ha evolucionat segons el següent gràfic:
Habitants censats

### Habitatges
El 2007 hi havia 302 habitatges, 264 eren l'habitatge principal de la família, 20 eren segones residències i 17 estaven desocupats. 251 eren cases i 49 eren apartaments. Dels 264 habitatges principals, 179 estaven ocupats pels seus propietaris, 74 estaven llogats i ocupats pels llogaters i 11 estaven cedits a títol gratuït; 3 tenien una cambra, 18 en tenien dues, 52 en tenien tres, 62 en tenien quatre i 129 en tenien cinc o més. 199 habitatges disposaven pel capbaix d'una plaça de pàrquing. A 128 habitatges hi havia un automòbil i a 113 n'hi havia dos o més.

### Piràmide de població
La piràmide de població per edats i sexe el 2009 era:
| Homes | Edats   | Dones |
| ----- | ------- | ----- |
| 0     | 95 o +  | 0     |
| 0     | 90 a 94 | 0     |
| 4     | 85 a 89 | 8     |
| 0     | 80 a 84 | 0     |
| 12    | 75 a 79 | 8     |
| 12    | 70 a 74 | 12    |
| 24    | 65 a 69 | 20    |
| 24    | 60 a 64 | 12    |
| 8     | 55 a 59 | 8     |
| 20    | 50 a 54 | 12    |
| 20    | 45 a 49 | 20    |
| 44    | 40 a 44 | 28    |
| 28    | 35 a 39 | 20    |
| 28    | 30 a 34 | 24    |
| 12    | 25 a 29 | 16    |
| 8     | 20 a 24 | 4     |
| 20    | 15 a 19 | 16    |
| 36    | 10 a 14 | 36    |
| 20    | 5 a 9   | 28    |
| 16    | 0 a 4   | 28    |

## Economia
El 2007 la població en edat de treballar era de 375 persones, 290 eren actives i 85 eren inactives. De les 290 persones actives 263 estaven ocupades (147 homes i 116 dones) i 27 estaven aturades (8 homes i 19 dones). De les 85 persones inactives 30 estaven jubilades, 26 estaven estudiant i 29 estaven classificades com a «altres inactius».

### Ingressos
El 2009 a Moras-en-Valloire hi havia 267 unitats fiscals que integraven 633,5 persones, la mediana anual d'ingressos fiscals per persona era de 16.951 €.

### Activitats econòmiques
Dels 27 establiments que hi havia el 2007, 1 era d'una empresa extractiva, 1 d'una empresa alimentària, 4 d'empreses de fabricació d'altres productes industrials, 4 d'empreses de construcció, 6 d'empreses de comerç i reparació d'automòbils, 3 d'empreses d'hostatgeria i restauració, 5 d'empreses de serveis, 2 d'entitats de l'administració pública i 1 d'una empresa classificada com a «altres activitats de serveis».
Dels 9 establiments de servei als particulars que hi havia el 2009, 1 era una gendarmeria, 1 funerària, 1 taller de reparació d'automòbils i de material agrícola, 2 guixaires pintors, 1 fusteria, 1 electricista i 2 restaurants.
L'únic establiment comercial que hi havia el 2009 era una fleca.
L'any 2000 a Moras-en-Valloire hi havia 20 explotacions agrícoles que ocupaven un total de 272 hectàrees.

## Equipaments sanitaris i escolars
El 2009 hi havia una escola elemental.

## Poblacions més properes
El següent diagrama mostra les poblacions més properes.